# Pend Oreille River
Pend Oreille er en 209  km lang biflod til Columbia River, som løber gennem delstaterne Idaho og  Washington i USA, og i  British Columbia i Canada, og munder ud i Columbia River  lige nord for grænsen i Canada. Hele flodsystemet er 855 km langt, og er opdæmmet med Albeni Falls Dam som danner søen Pend Oreille Lake på 383 km². Ovenfor denne, dvs. i delstaterne Idaho og Montana, hedder den dominerende del af flodsystemet Clark Fork, som udspringer ikke langt fra delstatshovedstaden Butte i Montana, nord for Pioneer Mountains. Samlet er floden 855 km lang.